# AnimaNaturalis

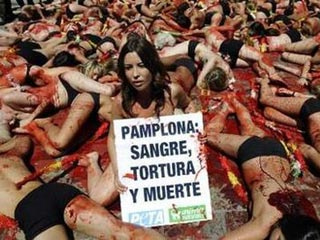
Acto de AnimaNaturalis y PETA contra la tauromaquia

AnimaNaturalis es una organización sin ánimo de lucro orientada a promover cambios sociales y legislativos que se articulan en el movimiento por la defensa de los derechos de los animales, cuyo activismo se dirige a favor de su liberación. Fue fundada en marzo de 2003. Cuenta con varias sedes en países latinoamericanos y en España.
Los principales temas contra los que actúan son el uso de los animales como alimento, en estudios científicos, como vestimenta, para el entretenimiento, en tradiciones que consideran crueles y el maltrato de animales de compañía.

## Activismo

### Contra la tauromaquia
Una de sus campañas con mayor repercusión entre la prensa de tipo internacional es "Ponte en la Piel del Toro", donde numerosos activistas forman parte de una de las mayores acciones que busca dar por terminada la tauromaquia. Se manifiestan en desacuerdo contra esta ya sea dándole forma a un toro tendido o a palabras que hacen alusión al fin de las corridas de toros. En varias ciudades de países donde aún se celebran corridas han llevado a cabo diferentes versiones del Ponte en la Piel del Toro.
A partir del año 2012 empezó a regir en Cataluña (España) la prohibición de las corridas de toros, y en países como México, Ecuador, Venezuela y Colombia se empieza a dar un serio debate sobre la posibilidad de prohibir esta tradición incultural.

### Contra el uso de pieles animales
También ha organizado protestas contra la industria peletera, como Sin Piel, que fue la protesta más numerosa en España. Esta acción comenzó a realizarse anualmente desde 2005. Ese año se intentó presionar a la Generalitat de Cataluña que deje de otorgar subvenciones a la pasarela de piel y cuero que llevaba el nombre de "Piel España". Esto se logró un año después, en 2006, pero la protesta sigue efectuándose en otras ciudades de España y Latinoamérica.
También se ha realizado en Argentina, donde ha contado con la colaboración de la actriz Marcela Kloosterboer.

### Contra el uso de animales en circos
Desde 2012, emprendió una intensa campaña en España para acabar con el uso de animales en circos. Hasta la fecha se han conseguido más de 124 ciudades declaradas libres de circos con animales, gracias al trabajo de cabildeo de AnimaNaturalis y la acción de partidos políticos como Iniciativa per Catalunya Verds y Esquerra Republicana de Catalunya[cita requerida]. Además, realizó una campaña publicitaria bajo el lema "Yo Quiero Un Circo Sin Animales" con personalidades como Asier Etxeandía, Beatriz Rico, Daniela Blume, Lluvia Rojo y varios artistas más.

### Contra el rodeo en Chile
En Chile organizan anualmente marchas en contra del maltrato sufrido por novillos en el rodeo chileno. El 6 de septiembre de 2008 contaron con la colaboración de la bailarina chilena Maura Rivera.

### Contra la venta ilegal de animales domésticos en el Mercado de Sonora
En 2021, luego de un incendio sucedido en el Mercado de Sonora, miles de animales tuvieron que ser evacuados del lugar; esto dio a conocer el mal estado en el que vivían la mayoría de los animales, especialmente perros y gatos (domésticos), los cuales son comercializados para actividades de sacrificios para la brujería y la santería, alojados en jaulas y con limitada o nula alimentación, así como ciertos cuidados necesarios, contrayendo algunas enfermedades como parvovirus o sarna, también viven con estrés, estos pierden cierta movilidad, son comercializados como objetos y no como seres sintientes. Incluidas también especies de ganado, animales de granja, especies en peligro de extinción, fauna silvestre o especies exóticas, Incluso cuando llegan a enfermarse son desechados a la basura por los locatarios, donde sobreviven sus últimos minutos de vida en repleta agonía.

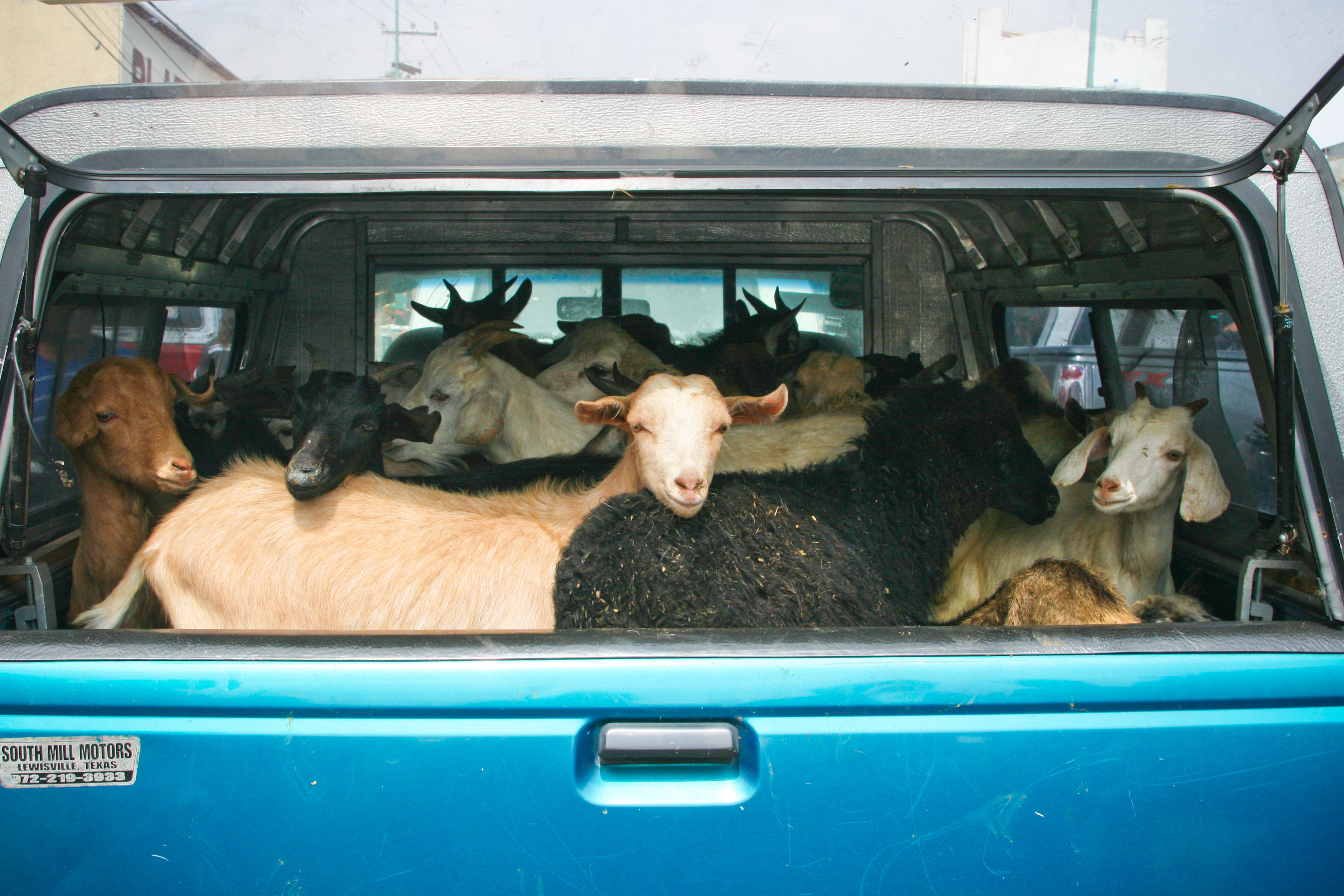
Cabras comercializadas en el lugar para rituales de santería y brujería.

Aunque en 2023 el Congreso de la Ciudad de México (CCDMX) prohibió la venta de animales domésticos en mercados y tianguis de la Ciudad de México, aún se llevan a cabo este tipo de acciones ilegales.

## Campañas con famosos
En 2008, la cantante Alaska colaboró con ellos en su campaña conjunta con PETA, posando desnuda para una fotografía en la que se denuncia lo que ella considera una actividad cruel, la tauromaquia.
En México, el famoso cantante Rubén Albarrán también se unió a AnimaNaturalis para defender a todos los animales, en la campaña llamada "Revolución Animal".

## Sedes internacionales
Esta organización es de carácter internacional y tiene oficinas en Madrid (España), Barcelona (España), Logroño (España), Mallorca (España), Valencia (España), San Sebastián (España), Albacete (España), Cádiz (España), Bogotá (Colombia), Medellín (Colombia), Buenos Aires (Argentina), Caracas (Venezuela), Guayaquil (Ecuador), México Distrito Federal (México), Monterrey (México), Guadalajara (México), Lima (Perú).